# Supercoppa rumena (pallavolo femminile)
La Supercoppa rumena è una competizione pallavolistica per squadre di club rumene femminili, organizzata con cadenza annuale dalla FRV.

## Edizioni
| Edizione      | Edizione          | Podio         | Podio         | Podio         |               |
| Anno          | Sede della finale | Campione      | Risultato     | Finalista     |               |
| ------------- | ----------------- | ------------- | ------------- | ------------- | ------------- |
| 2016 Dettagli | Timișoara         | Târgoviște    | 3 - 2         | Alba-Blaj     |               |
| 2017-2020     | -                 | Non disputata | Non disputata | Non disputata | Non disputata |
| 2021 Dettagli | Brașov            | Alba-Blaj     | 3 - 1         | Târgoviște    |               |
| 2022 Dettagli | Mioveni           | Lugoj         | 3 - 0         | Voluntari     |               |
| 2023 Dettagli | Blaj              | Alba-Blaj     | 3 - 1         | Lugoj         |               |
| 2024 Dettagli | Bucarest          | Voluntari     | 3 - 0         | Târgoviște    |               |

## Palmarès
| Squadra    | Titolo | Edizione   |
| ---------- | ------ | ---------- |
| Alba-Blaj  | 2      | 2021, 2023 |
| Târgoviște | 1      | 2016       |
| Lugoj      | 1      | 2022       |
| Voluntari  | 1      | 2024       |